# Instruktionspekare
En instruktionspekare eller programräknare (eng. instruction pointer eller program counter (PC)) är ett register som används i processorer för att hålla reda på var processorn befinner sig i instruktionsföljden. Beroende på processortyp innehåller instruktionspekaren antingen adressen till den instruktion som för tillfället exekveras eller adressen till nästa instruktion som skall exekveras. Instruktionspekaren ökas automatiskt efter att en instruktion utförts, eller då en instruktion hämtats från minnet till instruktionsregistret, vilket medför att instruktioner normalt hämtas sekventiellt från minnet. Dock kan vissa instruktioner, som hopp-, gren-, anrops- och returinstruktioner, avbryta sekvensen genom att sätta ett nytt värde i instruktionspekaren.